# Octomeria palmyrabellae
Octomeria palmyrabellae là một loài lan đặc hữu của Brasil (São Paulo to Paraná).